# Pascal Poot
Pascal Poot, né en 1962, est un agriculteur français réputé pour ses méthodes novatrices en agriculture alternative. Basé dans l'Hérault, il a développé un Conservatoire de la tomate à Lodève, où il applique des techniques anciennes combinant productivité et résilience climatique. Ses méthodes, caractérisées par l'absence d'engrais chimiques et une utilisation minimale d'eau, ont donné des rendements impressionnants, comme 25 kg de tomates par pied. Poot privilégie les semis en couche chaude et une approche autodidacte qui a abouti à des variétés de tomates plus résistantes et nutritives que les hybrides traditionnels.

## Biographie
Pascal Poot est un agriculteur né en 1962 qui développe une agriculture alternative qui suscite l'attention des chercheurs et biologistes. Située dans l'Hérault, son exploitation se développe depuis les années 2010. D'abord centrée sur la culture de la tomate, elle propose désormais une méthode qui s'applique aux courgettes, concombres, salades, aubergines, etc.
Pascal Poot a grandi dans le sud de la France, entre Montpellier et Toulouse.

## Méthodes d'agriculture alternative
Pascal Poot développe sur les hauteurs de Lodève (Hérault), un Conservatoire de la tomate.
Ses méthodes, inspirées de techniques anciennes qui mêlent productivité, absence de soutiens chimiques et aléas climatiques[pas clair] (manque d'eau voire sécheresse, etc.), qu'il applique à ses cultures de tomates (variétés diverses, anciennes, etc.) donnent des résultats étonnants tels que 25 kg de tomates par pied qu'il cultive par milliers.
Peu coûteuses, ses méthodes sont sobres en eau et en temps : en effet, il n'arrose que très peu, laisse courir les plants (pas de tuteurage traditionnel) et n'utilise aucun engrais.
Il a recours aux semis en couche chaude dans une serre minimaliste.
Ainsi, de manière autodidacte, les méthodes de Pascal Poot, d'abord testées sur les tomates, permettent de récupérer des graines plus résistantes à la sécheresse, à certaines maladies et contenant plus de vitamines, d’antioxydants et de polyphénols que les variétés classiques ou hybrides.